# Marius (cráter)

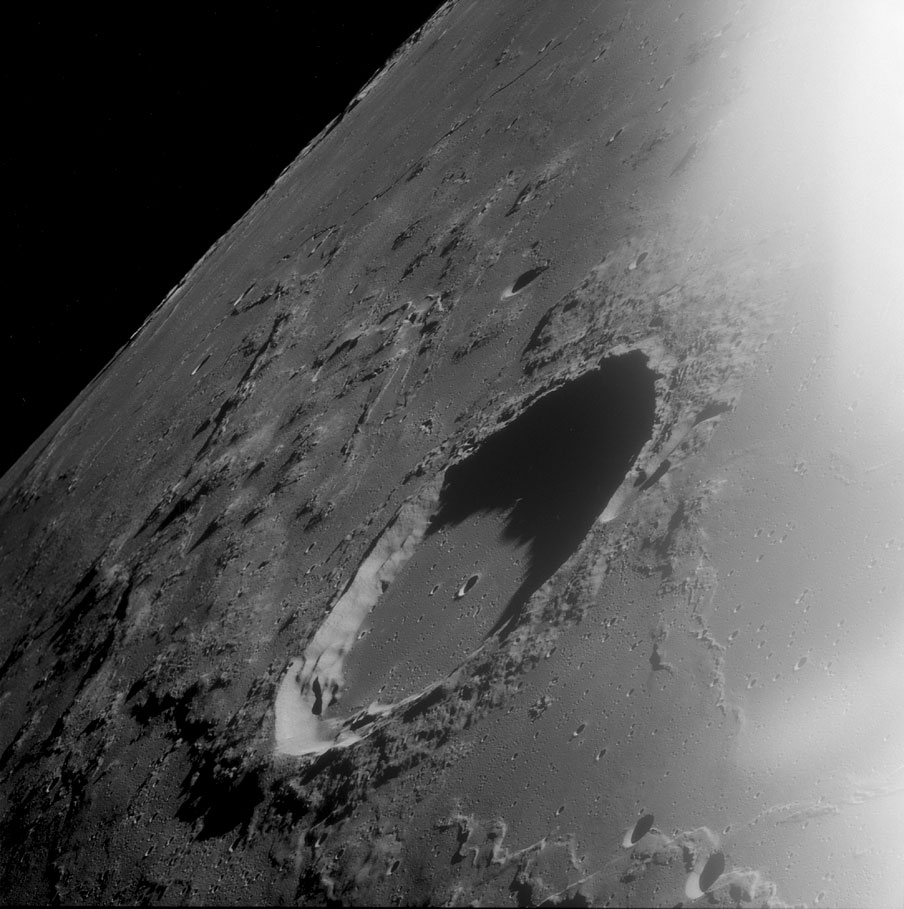
Fotografía de la misión Apolo 12

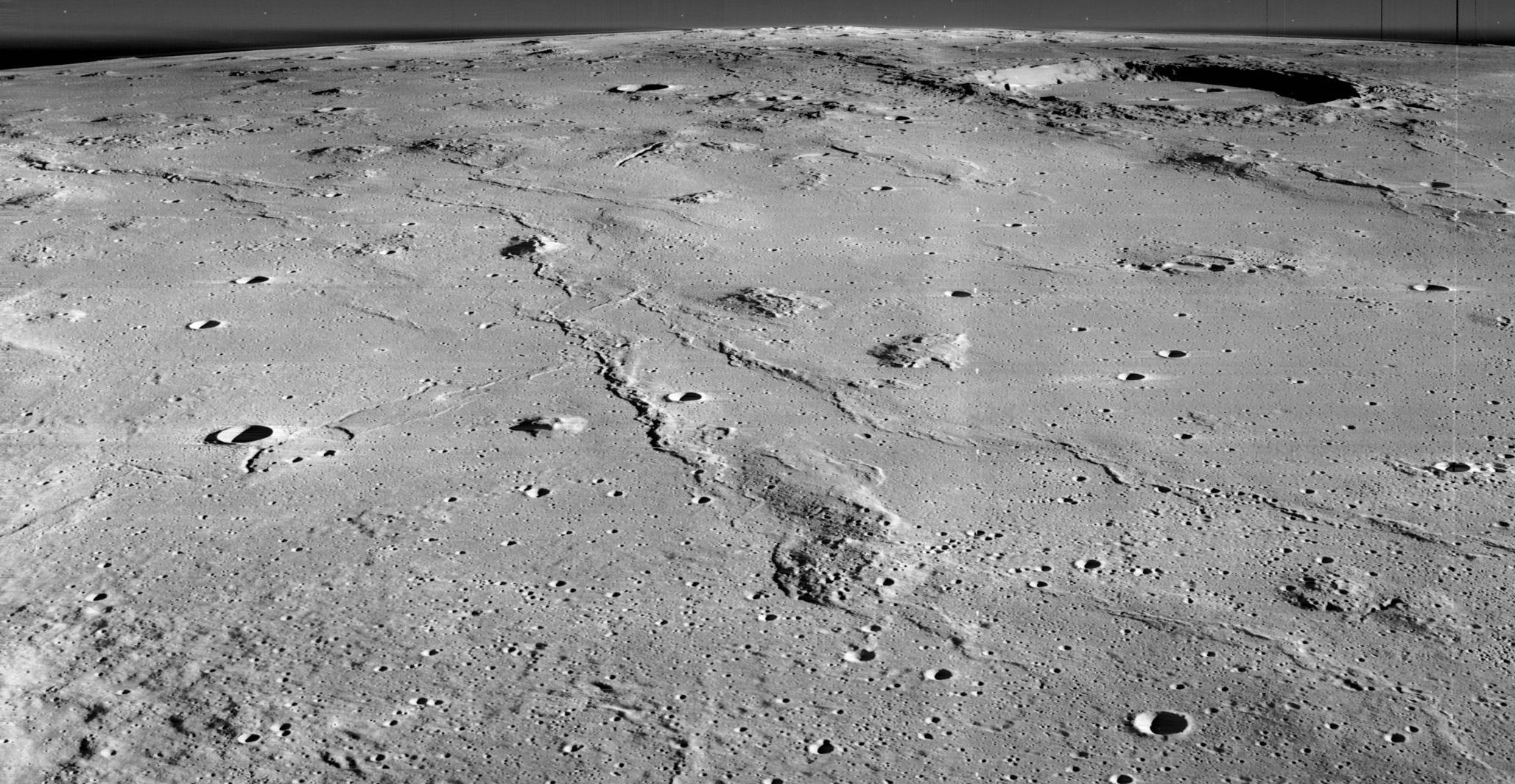
Vista oblicua del este de las colinas Marius, con Marius arriba a la derecha (Lunar Orbiter 2)

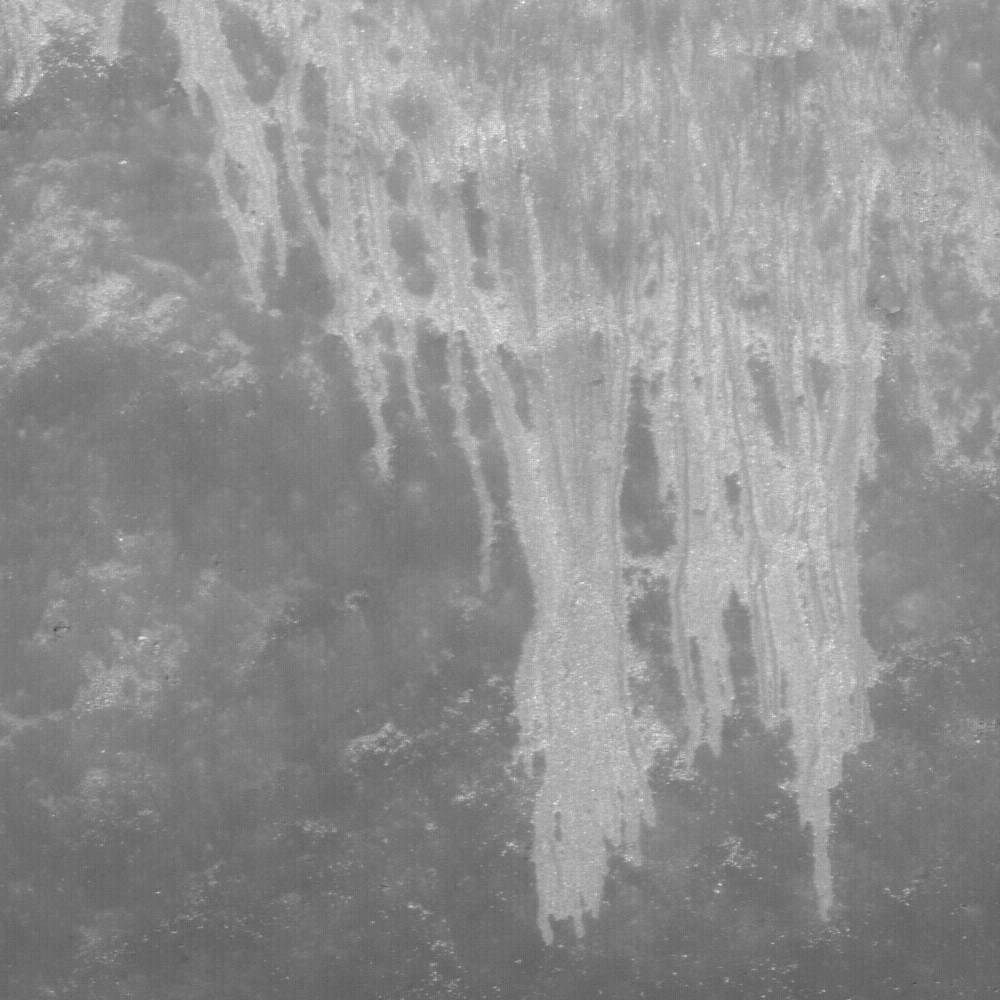
Deslizamiento de materiales en el talud interior de Marius (ancho de la imagen: 500 m)

Marius es un cráter de impacto lunar ubicado en el Oceanus Procellarum. La superficie al oeste y al norte de este cráter contiene un gran número de domos lunares que pueden ser de origen volcánico, repartidos por un área de más de cien kilómetros de diámetro denominada Colinas Marius. Estas cúpulas, si son volcánicas, pueden haber sido formadas por magma bastante más viscoso que el material volcánico que formó el mar lunar basáltico. El cráter más cercano con nombre propio es Reiner, situado al suroeste. El cráter Kepler se halla al este-sureste, cuyo sistema de marcas radiales alcanza el borde de Marius.
|  |

El suelo de Marius ha sido inundado por lava basáltica, y la superficie es relativamente lisa y plana. No presenta un pico central, con el pequeño cráter Marius G localizado en la parte noreste del interior. El borde del cráter es bajo y de forma aproximadamente circular.
El área de este cráter fue uno de los lugares propuestos para una misión del programa Apolo, pero la expedición fue cancelada posteriormente. A unos 50 kilómetros al sureste se localiza el lugar de aterrizaje de la sonda soviética Luna 7.
Una de las numerosas grietas en los alrededores del cráter, se consideró en 2009 un lugar adecuado para albergar una base subterránea, que sería dotada de un tragaluz. Las observaciones de la sonda japonesa SELENE indican que la cavidad está a unos 90 metros de profundidad, y que el techo (la parte superior del tubo de lava) tiene unos 25 metros de espesor. Este sería un lugar probable para la colonización de la Luna si la cavidad está conectada a una sección lo suficientemente larga del antiguo tubo de lava.

## Cráteres satélite
Por convención estos elementos son identificados en los mapas lunares poniendo la letra en el lado del punto medio del cráter que está más cercano a Marius.
|        | \| Marius \| Coordenadas \| Diámetro \| \| ------ \| ----------------------------- \| -------- \| \| A \| 12°36′N 46°00′O / 12.6, -46.0 \| 15 km \| \| B \| 16°18′N 47°18′O / 16.3, -47.3 \| 12 km \| \| C \| 14°00′N 47°36′O / 14.0, -47.6 \| 11 km \| \| D \| 11°24′N 45°00′O / 11.4, -45.0 \| 9 km \| \| E \| 12°06′N 52°42′O / 12.1, -52.7 \| 6 km \| \| F \| 12°06′N 45°18′O / 12.1, -45.3 \| 6 km \| \| G \| 12°06′N 50°36′O / 12.1, -50.6 \| 3 km \| \| H \| 11°18′N 50°18′O / 11.3, -50.3 \| 5 km \| \| J \| 10°30′N 46°54′O / 10.5, -46.9 \| 3 km \| \| K \| 9°24′N 50°36′O / 9.4, -50.6 \| 4 km \| \| L \| 15°54′N 55°42′O / 15.9, -55.7 \| 8 km \| \| M \| 17°24′N 54°54′O / 17.4, -54.9 \| 6 km \| \| N \| 18°42′N 54°42′O / 18.7, -54.7 \| 4 km \| \| P \| 17°54′N 51°18′O / 17.9, -51.3 \| 4 km \| \| Q \| 16°30′N 56°12′O / 16.5, -56.2 \| 5 km \| \| R \| 13°36′N 50°18′O / 13.6, -50.3 \| 5 km \| \| S \| 13°54′N 47°06′O / 13.9, -47.1 \| 7 km \| \| U \| 9°36′N 47°36′O / 9.6, -47.6 \| 3 km \| \| V \| 9°54′N 48°18′O / 9.9, -48.3 \| 2 km \| \| W \| 9°24′N 49°42′O / 9.4, -49.7 \| 3 km \| \| X \| 9°42′N 54°54′O / 9.7, -54.9 \| 5 km \| \| Y \| 9°48′N 50°42′O / 9.8, -50.7 \| 2 km \| |          |
| Marius | Coordenadas | Diámetro |
| A      | 12°36′N 46°00′O / 12.6, -46.0 | 15 km    |
| B      | 16°18′N 47°18′O / 16.3, -47.3 | 12 km    |
| C      | 14°00′N 47°36′O / 14.0, -47.6 | 11 km    |
| D      | 11°24′N 45°00′O / 11.4, -45.0 | 9 km     |
| E      | 12°06′N 52°42′O / 12.1, -52.7 | 6 km     |
| F      | 12°06′N 45°18′O / 12.1, -45.3 | 6 km     |
| G      | 12°06′N 50°36′O / 12.1, -50.6 | 3 km     |
| H      | 11°18′N 50°18′O / 11.3, -50.3 | 5 km     |
| J      | 10°30′N 46°54′O / 10.5, -46.9 | 3 km     |
| K      | 9°24′N 50°36′O / 9.4, -50.6 | 4 km     |
| L      | 15°54′N 55°42′O / 15.9, -55.7 | 8 km     |
| M      | 17°24′N 54°54′O / 17.4, -54.9 | 6 km     |
| N      | 18°42′N 54°42′O / 18.7, -54.7 | 4 km     |
| P      | 17°54′N 51°18′O / 17.9, -51.3 | 4 km     |
| Q      | 16°30′N 56°12′O / 16.5, -56.2 | 5 km     |
| R      | 13°36′N 50°18′O / 13.6, -50.3 | 5 km     |
| S      | 13°54′N 47°06′O / 13.9, -47.1 | 7 km     |
| U      | 9°36′N 47°36′O / 9.6, -47.6 | 3 km     |
| V      | 9°54′N 48°18′O / 9.9, -48.3 | 2 km     |
| W      | 9°24′N 49°42′O / 9.4, -49.7 | 3 km     |
| X      | 9°42′N 54°54′O / 9.7, -54.9 | 5 km     |
| Y      | 9°48′N 50°42′O / 9.8, -50.7 | 2 km     |